# قاسم العينتابي
قاسم بن أحمد بن أحمد بن موسى الحلبي العينتابي الكتبي، أحد الفضلاء في الحساب والهندسة وعلوم أخرى. وكان مفرط الذكاء يجيد الرمي بالسهام، وهو ابن أخي العلامة بدر الدين محمود العيني. ذكره السخاوي في «الضوء اللامع» ووقع بالنسخة أنه ولد سنة 796 هـ وتوفي سنة 814 هـ، ولا ريب في أن الناسخ أخطأ في أحد التاريخين كما لا يخفى.